# L'osteria dei due soldi
L'osteria dei due soldi (titolo originale francese La guinguette à deux sous, pubblicato in traduzione italiana anche coi titoli Maigret e l'osteria dei due soldi e La balera da due soldi) è un romanzo poliziesco di Georges Simenon con protagonista il commissario Maigret.
È l'undicesimo romanzo dedicato al personaggio del celebre commissario.

## Trama
Prima di essere giustiziato, il condannato Jean Lenoir dice a Maigret di essere stato testimone di un crimine alcuni anni prima e di avere ricattato la persona coinvolta insieme a un complice, Victor Gaillard. L'assassino era poi sparito, ma meno di tre mesi prima è stato visto in un'osteria sulle rive della Senna, vicino a Morsang, appunto la "Guinguette à deux sous" del titolo. A questo punto il commissario cerca la taverna e comincia a frequentarla, specialmente nei fine settimana in cui diversi parigini la raggiungono per fare gite sul fiume. In particolare, viene accolto e diventa amico di un certo James. Qualche tempo dopo l'allegria del gruppo viene interrotta da un omicidio. Feinstein viene ucciso, poi si scoprirà accidentalmente, da Marcel Basso: i due si dividevano la stessa donna, Mado, moglie del primo. Scoperto e arrestato, Basso però riesce a fuggire e si nasconde a Parigi. Maigret si rende conto che James sa dove si nasconde, ma non parla. La domenica successiva, il commissario trova Victor Gaillard a Morsang e scopre anche l'identità dell'uomo ucciso di cui aveva parlato Lenoir: è un tale Jacob detto Ulrich, rigattiere e usuraio, che aveva prestato soldi a diversi personaggi del gruppo. Maigret scopre che anche James è stato l'amante di Mado, e forse ne è ancora innamorato. Basso viene ritrovato a casa di una vecchia domestica di famiglia, tale Mathilde. Confessa l'incidente con Feinstein ma ci vuole ancora un confronto, con James e Gaillard, perché venga fuori chi ha ucciso Ulrich. Aiutato da Basso, è stato James, che poi ha dovuto affrontare il ricatto di Gaillard e Lenoir. Anche James confessa: non voleva uccidere, ma si è fatto prendere la mano, e poi si è ritrovato stranamente lucido, e ha gettato il cadavere nel canale Saint-Martin. A Maigret sembra di non essere mai sceso così in fondo nella disperazione umana. James, che ha sempre bevuto molto ma non è mai stato visto ubriaco, aveva bisogno di liberarsi di sé stesso e del proprio passato, forse per questo ha cercato l'amicizia con Maigret. E i due bevono ancora pernod fino a quando un ispettore viene a prenderlo, poi Maigret può raggiungere la moglie in vacanza, dall'inizio della storia, in Alsazia.

## Edizioni
Il romanzo è stato scritto a Ouistreham nell'ottobre del 1931 e pubblicato per la prima volta in Francia nel dicembre dello stesso anno, per l'editore Fayard. È anche uscito sulla rivista "Police-Magazine" dall'11 aprile al 20 giugno 1937, in 11 puntate (dal n° 333 al n° 343).
In Italia è apparso per la prima volta nel 1932 tradotto da Alberto Tedeschi e pubblicato da Mondadori nella collana "I libri neri. I romanzi polizieschi di Georges Simenon" (n° 5). Sempre per lo stesso editore è stato ripubblicato, anche col titolo Maigret e l'osteria dei due soldi, in altre collane o raccolte tra gli anni trenta e ottanta (dal 1964 nella traduzione di Guido Cantini, e dal 1989 in quella di Donatella Zazzi). Nel 1994 il romanzo è stato pubblicato presso Adelphi con il titolo La balera da due soldi, tradotto da Eliana Vicari, nella collana dedicata al commissario (parte de "gli Adelphi", al n° 88).

## Film e televisione
Due sono stati gli adattamenti del romanzo per la televisione:
- Episodio dal titolo The Wedding Guest, facente parte della serie televisiva Maigret, diretto da Terence Williams e trasmesso per la prima volta sulla BBC il 15 ottobre 1962, con Rupert Davies nel ruolo del commissario Maigret.
- Episodio dal titolo La Guinguette à deux sous, facente parte della serie televisiva Les enquêtes du commissaire Maigret per la regia di René Lucot, trasmesso per la prima volta su Antenne 2 l'11 ottobre 1975, con Jean Richard nel ruolo del commissario Maigret.